# Mamadu Ture Kuruma
Major-general Mamadu Ture Kuruma (ou N'Krumah) (nascido em 26 de abril de 1947) foi um vice-chefe do estado-maior da Guiné-Bissau e líder do Comando Militar, uma junta militar que assumiu o poder após um golpe de Estado contra o presidente interino Raimundo Pereira e o ex-primeiro-ministro e principal candidato a presidente Carlos Gomes Júnior. Em 13 de abril, promete formar um governo de unidade nacional dentro de alguns dias. Em 18 de maio de 2012, o Conselho de Segurança da ONU adotou uma resolução sobre a proibição de viagens para membros do Comando Militar, incluindo Kuruma.